# مراد الرشيدي
مراد الرشيدي (بالإنجليزية: Morad Al-Rashidi)‏؛ مواليد 12 مارس 1991 في الوجه، السعودية، هو لاعب كرة قدم سعودي.

## مسيرة اللاعب
كانت بداياته مع الفئات السنية بنادي الخالدي بمحافظة الوجه في تبوك و انتقل في عام 2009 إلى النادي الأهلي و مثله في جميع الفئات السنية و انتقل في عام 2012 إلى نادي التعاون و لعب له لمدة موسم و انتقل بعدها إلى نادي هجر في صيف 2013 و انتقل إلى نادي الرائد في عام 2016 و انتقل إلى نادي الوشم في عام 2018 و انتقل إلى نادي العدالة في عام 2019 و لم يستمر معهم و عاد نادي الوشم و انتقل إلى نادي ضمك مطلع عام 2020 و انتقل إلى نادي الجبلين في صيف 2020 و انتقل إلى نادي النجمة في صيف 2021 , انتقل إلى نادي وج في عام 2022 وانتقل إلى نادي رضوى في عام 2023.

## روابط خارجية
- مراد الرشيدي على موقع Soccerway.com (الإنجليزية)